# Гидле (гмина)
Гидле (пол. Gidle) — сельская гмина (волость) в Польше, входит как административная единица в Радомщанский повет, Лодзинское воеводство. Население — 6661 человек (на 2004 год).

## Сельские округа
1. Борова
2. Ченжковице
3. Хростова
4. Гидле
5. Говажув
6. Гурка
7. Грабы
8. Каетановице
9. Котфин
10. Людвикув
11. Михалополь
12. Пяски
13. Плавно
14. Руда
15. Станиславице
16. Стеншув
17. Влынице
18. Войновице
19. Выгода
20. Забродзе
21. Загуже

## Прочие поселения
1. Млынек
2. Хубы-Котфиньске
3. Несулюв
4. Скшипец
5. Борки
6. Спалястры
7. Гурки-Колёня
8. Лясек-Колёня
9. Зелёнка
10. Стшала
11. Ойжень

## Соседние гмины
1. Гмина Домброва-Зелёна
2. Гмина Кломнице
3. Гмина Кобеле-Вельке
4. Гмина Крушина
5. Гмина Радомско
6. Гмина Жытно